# Britanska Burma
Britanska uprava u Burmi trajala je od 1824. pa do 1948. odnosno, od Anglo-burmanskih ratova preko osnivanja Burme kao provincije Britanske Indije do uspostavljanja nezavisne britanske kolonijalne uprave za Burmu i, na kraju, njene nezavisnosti.
Razni dijelovi burmanskog teritorija, uključujući Arakan i Tenaserim, priključeni su ovom području nakon britanskih pobjeda u Prvom anglo-burmanskom ratu (1824. – 1826.), dok je Donja Burma pripojena koloniji nakon Drugog anglo-burmanskog rata (1852. – 1853.). Područje postaje provincija Britanska Burma i upravljana je iz Britanske Indije od 1862. Nakon Trećeg anglo-burmanskog rata, 1885. anektirana je i Gornja Burma. Kako se povećavala teritorija, mijenjan je i status kolonije unutar britanskog kolonijalnog sustava, tako da je od manje pa veće provincije Britanske Indije na kraju, 1937. bila administrativno odvojena od nje i formiran je Državni sekretarijat za Indiju i Burmu. Burma stiče nezavisnost od Velike Britanije 4. siječnja 1948. godine.
Zbog velike uloge koju su u koloniziranju i upravljanju Burmom imali Škotlanđani, ponekad ju se spominje i kao Škotsku koloniju. 